# Тау (Иглинский район)
Тау (баш. Тау) — село в Иглинском районе Республики Башкортостан Российской Федерации. Входит в состав Лемезинского сельсовета.

## География

### Географическое положение
Расстояние до:
- районного центра (Иглино): 73 км,
- центра сельсовета (Нижние Лемезы): 8 км,
- ближайшей ж/д станции (Улу-Теляк): 33 км.

## Население
| 2002 | 2009 | 2010 |
| ---- | ---- | ---- |
| 184  | ↘161 | ↗174 |

### Национальный состав
Согласно переписи 2002 года, преобладающая национальность — башкиры (98 %).

## Религия
В селе находится мечеть.